# Sơn ca sa mạc

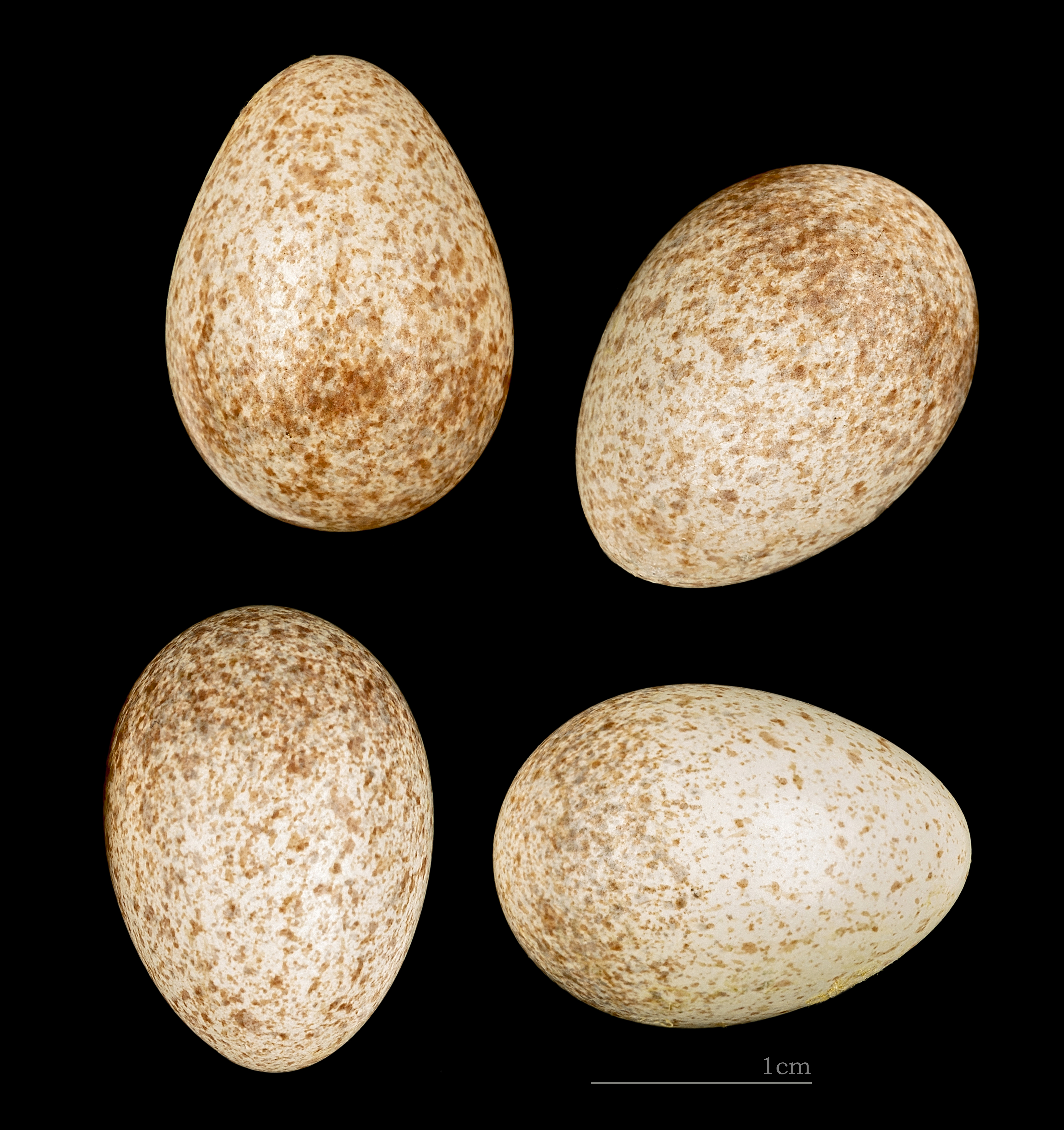
Ammomanes deserti algeriensis

Sơn ca sa mạc (tên khoa học Ammomanes deserti) là một loài chim trong họ Alaudidae.
Sơn ca sa mạc sinh sản ở sa mạc và bán sa mạc từ Sahara về phía đông thông qua bán đảo Ả Rập và Trung Đông đến Iran, Afghanistan và Pakistan. 
Loài chim này dài 15 - 16,5 cm. Nó có màu cát màu xám hơi hồng nhạt ở trên và bên dưới.